# Chandro Tomar
Chandro Tomar (Hindi चंद्रो तोमर; * 10. Januar 1932 in Johri, Baghpat in Uttar Pradesh; † 30. April 2021 in Meerut) war eine indische Scharfschützin. Seit sie 1999 das Schießen erlernte, erlangte sie landesweite Berühmtheit als versierte Schützin, die mehr als 30 nationale Meisterschaften gewonnen hat. Sie wurde als die älteste Scharfschützin der Welt und als „feministische Ikone“ bezeichnet. Die Regierung von Uttar Pradesh benannte später den Schießstand von Noida und eine Straße ihres Dorfes nach ihr.

## Biografie
Tomar hat nie eine Schule besucht und heiratete im Alter von 15 Jahren. Sie war über 65 Jahre alt, als sie ihre Karriere als Scharfschützin begann, und wurde verspottet und ausgelacht, als sie zum ersten Mal an professionellen Wettkämpfen teilnahm. Tomar erinnerte sich, dass ihr Mann und seine Brüder zunächst wütend und gegen ihre Teilnahme an Wettkämpfen waren, aber sie beschloss, trotzdem weiterzumachen. Ihre Tochter und ihre Enkelin schlossen sich dem Schießteam an, und Tomar ermutigte andere Familien, ihren Töchtern die Teilnahme zu ermöglichen.
Tomar hat fünf Kinder und zwölf Enkelkinder. Sie begann zufällig mit dem Schießen, als ihre Enkelin Shefali im Johri Rifle Club schießen lernen wollte. Ihre Enkelin schämte sich, allein in einen Schießclub zu gehen, der nur von Jungen besucht wurde, und wollte, dass ihre Großmutter sie begleitet. Auf dem Schießstand nahm Tomar eine Pistole, als ihre Enkelin sie nicht laden konnte, und begann, auf die Zielscheibe zu schießen. Ihr erster Schuss war ein Volltreffer. Der Trainer des Clubs, Farooq Pathan, war überrascht über ihre Fähigkeiten. Er schlug ihr vor, dem Verein beizutreten und sich zur Schützin ausbilden zu lassen, was Tomar auch tat. Ihr Trainer kommentierte: „Sie hat die ultimative Fähigkeit, eine ruhige Hand und ein scharfes Auge.“
Im Jahr 2021 erklärte Tomar gegenüber der New York Times, dass ihre Stärke und Beweglichkeit von „all den Hausarbeiten herrühren, die ich von klein auf gemacht habe, wie das Mahlen des Weizens von Hand, das Melken der Kühe, das Mähen des Grases, Es ist wichtig, aktiv zu bleiben. Dein Körper wird vielleicht alt, aber dein Geist bleibt wach.“
Ihre Nichte Seema Tomar, ebenfalls Scharfschützin, gewann 2010 als erste indische Frau eine Medaille bei der Weltmeisterschaft für Gewehr und Pistole. Ihre Enkelin Shefali Tomar hat den Status einer internationalen Schützin erreicht und an internationalen Wettkämpfen in Ungarn und Deutschland teilgenommen; beide danken Tomar für die positive Ermutigung, die sie erfahren haben, und lobten ihre Schwägerin Prakashi Tomar für die Beratung.
Seit 1999 nahm Chandro Tomar an mehr als 25 staatlichen und größeren Meisterschaften in ganz Indien teil und gewann diese. Sie gewann eine Goldmedaille bei der in Chennai ausgetragenen Veteranenmeisterschaft im Schießen. Ihr Erfolg hat die einheimische Bevölkerung, auch ihre Enkelinnen, ermutigt, den Schießsport als nützlichen Sport zu betreiben.
Tomar starb am 30. April 2021 im Alter von 89 Jahren an COVID-19.

## Film
- Saand Ki Aankh/Bull's eye  ist ein Film von Tushar Hiranandani, der 2019 herausgebracht wurde und von Chandro und Prakashi Tomar handelt.